# Elmar Vonbank

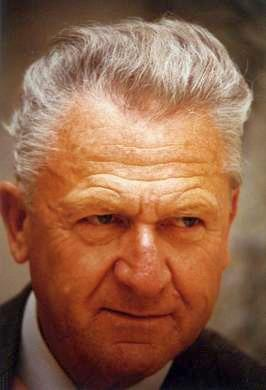
Elmar Vonbank

Elmar Vonbank (* 6. Juli 1921 in Bludenz; † 3. Juni 2009 in Bregenz) war ein österreichischer Archäologe und Museumsdirektor.

## Leben
Vonbank studierte Ur- und Frühgeschichte, Klassische Archäologie, Geographie und Geologie an der Universität Innsbruck.

1948 wurde er dort zum Dr. phil. promoviert. 1954 wurde er zum Direktor des Vorarlberger Landesmuseums bestellt. Nach seiner Habilitierung im Jahre 1965 wurde er 1973 zum außerordentlichen Professor ernannt. 1974 erfolgte die Ernennung zum Hofrat der Vorarlberger Landesregierung. 1976 wurde Vonbank korrespondierendes Mitglied der Österreichischen Akademie der Wissenschaften. Nach der Pensionierung 1986 blieb er noch lange Lektor am Institut für Ur- und Frühgeschichte der Universität Innsbruck.
Seine Forschungsschwerpunkte waren zeitlebens der vorgeschichtliche Siedlungsraum der Alpen sowie provinzialrömische Archäologie. Besondere Verdienste konnte sich Vonbank um die Ausgrabungen des römischen Brigantium (Bregenz) erwerben.
Elmar Vonbank war ordentliches Mitglied des Deutschen Archäologischen Instituts und korrespondierendes Mitglied der Schweizer Gesellschaft für Ur- und Frühgeschichte.
Im Juni 2009 ist Elmar Vonbank in Bregenz im 88. Lebensjahr verstorben.